# Жаналык (Талгарский район)
Жаналык (каз. Жаңалық) — село в Талгарском районе Алматинской области Казахстана. Входит в состав Кайнарского сельского округа. Код КАТО — 196247500.

## История
31 мая 2002 года в селе при участии президента Казахстана Нурсултана Назарбаева был открыт памятник жертвам политических репрессий 1930-х годов, так как в этих местах покоится по разным оценкам 3-4 тысяч репрессированных. По данным исследователей, только за 25-27 февраля 1938 года здесь были расстреляны и похоронены 115 человек. В декабре 2018 года в селе Жаналык состоялось торжественное открытие музея в честь жертв политических репрессий в Казахстане. Музей был создан для увековечивания памяти о невинно пострадавших в годы сталинских репрессий.

## Население
В 1999 году население села составляло 1078 человек (535 мужчин и 543 женщины). По данным переписи 2009 года, в селе проживало 1378 человек (721 мужчина и 657 женщин).